# Raamcontract
Een raamcontract of raamovereenkomst is een afspraak tussen een leverancier en een klant om een bepaald product of dienst voor een vaste looptijd voor een vooraf afgesproken prijs, en tegen vooraf afgesproken voorwaarden te leveren. Soms worden er ook minimum en/of maximum af te nemen aantallen afgesproken, die soms tegen gunstiger voorwaarden (bijvoorbeeld levertijd) worden geleverd.